# Abdel-Hadi Al-Maharmeh
Abdel-Hadi Mohammad Ali Al-Maharmeh (Amman, 15 settembre 1983) è un calciatore giordano, di ruolo attaccante.

## Carriera

### Nazionale
Ha debuttato in Nazionale il 17 agosto 2002, nell'amichevole Giordania-Kenya (1-1). Ha messo a segno la sua prima rete con la maglia della Nazionale il 13 ottobre 2004, in Laos-Giordania (2-3), siglando la rete del momentaneo 1-1 al minuto 34. Ha partecipato, con la Nazionale, alla Coppa d'Asia 2004. Ha collezionato in totale, con la maglia della Nazionale, 16 presenze e due reti.

## Palmarès

### Club

#### Competizioni nazionali
- Campionato giordano di calcio: 6

Al-Faisaly: 2000, 2001, 2002-2003, 2003-2004, 2009-2010, 2011-2012
- Coppa della Giordania: 6

Al-Faisaly: 2001, 2002-2003, 2003-2004, 2004-2005, 2007-2008, 2011-2012
- Supercoppa della Giordania: 4

Al-Faisaly: 2002, 2004, 2006, 2012
- Jordan FA Shield: 3

Al-Faisaly: 2000-2001, 2007-2008, 2011-2012

#### Competizioni internazionali
- Coppa dell'AFC: 2

Al-Faisaly: 2004-2005, 2005-2006